# NGC 7031
NGC 7031 is een open sterrenhoop in het sterrenbeeld Zwaan. Het hemelobject werd op 21 september 1788 ontdekt door de Duits-Britse astronoom William Herschel.
Gezien vanuit de Benelux kan NGC 7031, tijdens de culminatie, tot in het zenit klimmen.

## Synoniemen
- OCL 210